# Stazione meteorologica di Trapani Birgi
La stazione meteorologica di Trapani Birgi è la stazione meteorologica di riferimento per il Servizio Meteorologico dell'Aeronautica Militare e per l'Organizzazione Mondiale della Meteorologia, relativa al circondario di Trapani.

## Caratteristiche
La stazione meteorologica si trova nell'Italia insulare, in Sicilia, nel territorio del comune di Trapani, presso l'aeroporto di Trapani-Birgi, a 7 metri s.l.m. e alle coordinate geografiche 37°54′50.45″N 12°29′27.6″E.
Oltre a rilevare i dati 24 ore su 24 sullo stato del cielo (nuvolosità in chiaro) e su temperatura, precipitazioni, umidità relativa, eliofania, pressione atmosferica con valore normalizzato al livello del mare, direzione e velocità del vento, quella di Trapani Birgi è una delle sei stazioni del Servizio Meteorologico dell'Aeronautica Militare su un totale di otto stazioni italiane in cui vengono effettuate osservazioni in quota grazie ai radiosondaggi, con un almeno due lanci di palloni sonda al giorno (alle ore 0 e alle ore 12 UTC).
Prima della sua attivazione, la stazione meteorologica di riferimento per il Servizio Meteorologico dell'Aeronautica Militare per la città di Trapani si trovava presso il dismesso aeroporto di Chinisia, mentre i radiosondaggi venivano effettuati fino al 1960 presso la stazione aerologica di Messina. Oggi Trapani-Birgi è riferimento del circondario mentre per la città il riferimento è la Stazione meteorologica di Trapani Centro.

## Medie climatiche ufficiali

### Dati climatologici 1971-2000
In base alle medie climatiche del periodo 1971-2000, la temperatura media del mese più freddo, gennaio, è di +11,5 °C, mentre quella del mese più caldo, agosto, è di +25,5 °C; mediamente si contano zero giorni di gelo all'anno e 42 giorni con temperatura massima uguale o superiore ai +30 °C. I valori estremi di temperatura registrati nel medesimo trentennio sono gli 0,0 °C del marzo 1987, del febbraio 1999 e del gennaio 2000 e i +44,0 °C dell'agosto 1999.
Le precipitazioni medie annue si attestano a 496 mm, mediamente distribuite in 64 giorni di pioggia, con minimo in estate e picco massimo in  autunno-inverno.
L'umidità relativa media annua fa registrare il valore di 77,5 % con minimo di 72 % a giugno e massimo di 83 % a dicembre; mediamente si contano 6 giorni di nebbia all'anno.
Di seguito è riportata la tabella con le medie climatiche e i valori massimi e minimi assoluti registrati nel trantennio 1971-2000 e pubblicati nell'Atlante Climatico d'Italia del Servizio Meteorologico dell'Aeronautica Militare relativo al medesimo trentennio.
| Trapani Birgi (1971-2000)       | Mesi        | Mesi        | Mesi        | Mesi        | Mesi        | Mesi        | Mesi        | Mesi        | Mesi        | Mesi        | Mesi        | Mesi        | Stagioni | Stagioni | Stagioni | Stagioni | Anno  |
| Trapani Birgi (1971-2000)       | Gen         | Feb         | Mar         | Apr         | Mag         | Giu         | Lug         | Ago         | Set         | Ott         | Nov         | Dic         | Inv      | Pri      | Est      | Aut      | Anno  |
| ------------------------------- | ----------- | ----------- | ----------- | ----------- | ----------- | ----------- | ----------- | ----------- | ----------- | ----------- | ----------- | ----------- | -------- | -------- | -------- | -------- | ----- |
| T. max. media (°C)              | 15,0        | 15,3        | 16,7        | 19,1        | 23,4        | 27,1        | 29,7        | 30,4        | 27,9        | 23,8        | 19,3        | 16,3        | 15,5     | 19,7     | 29,1     | 23,7     | 22,0  |
| T. media (°C)                   | 11,5        | 11,5        | 12,5        | 14,6        | 18,4        | 22,0        | 24,6        | 25,5        | 23,2        | 19,7        | 15,6        | 12,8        | 11,9     | 15,2     | 24,0     | 19,5     | 17,7  |
| T. min. media (°C)              | 7,9         | 7,7         | 8,4         | 10,1        | 13,4        | 16,8        | 19,6        | 20,6        | 18,6        | 15,6        | 11,8        | 9,4         | 8,3      | 10,6     | 19,0     | 15,3     | 13,3  |
| T. max. assoluta (°C)           | 22,6 (1982) | 23,6 (1995) | 29,4 (1981) | 30,0 (1999) | 36,4 (1994) | 43,0 (1982) | 41,6 (1982) | 44,0 (1999) | 40,0 (1988) | 33,6 (1999) | 30,0 (1984) | 22,4 (1989) | 23,6     | 36,4     | 44,0     | 40,0     | 44,0  |
| T. min. assoluta (°C)           | 0,0 (2000)  | 0,0 (1999)  | 0,0 (1987)  | 1,8 (1995)  | 6,0 (1981)  | 9,4 (1975)  | 13,2 (1991) | 13,6 (1981) | 9,6 (1977)  | 6,8 (1996)  | 2,4 (1995)  | 1,4 (1977)  | 0,0      | 0,0      | 9,4      | 2,4      | 0,0   |
| Giorni di calura (Tmax ≥ 30 °C) | 0,0         | 0,0         | 0,0         | 0,0         | 1,6         | 5,5         | 12,0        | 16,4        | 5,9         | 0,0         | 0,0         | 0,0         | 0,0      | 1,6      | 33,9     | 5,9      | 41,4  |
| Giorni di gelo (Tmin ≤ 0 °C)    | 0,1         | 0,0         | 0,0         | 0,0         | 0,0         | 0,0         | 0,0         | 0,0         | 0,0         | 0,0         | 0,0         | 0,0         | 0,1      | 0,0      | 0,0      | 0,0      | 0,1   |
| Precipitazioni (mm)             | 66,7        | 50,1        | 43,4        | 37,9        | 18,8        | 3,6         | 3,3         | 8,9         | 43,2        | 71,5        | 79,3        | 69,0        | 185,8    | 100,1    | 15,8     | 194,0    | 495,7 |
| Giorni di pioggia               | 9,1         | 7,8         | 6,9         | 5,8         | 3,0         | 0,8         | 0,5         | 1,0         | 3,8         | 7,3         | 8,2         | 9,3         | 26,2     | 15,7     | 2,3      | 19,3     | 63,5  |
| Giorni di nebbia                | 0,3         | 0,2         | 0,5         | 0,8         | 1,2         | 0,5         | 0,5         | 0,4         | 0,3         | 0,3         | 0,6         | 0,3         | 0,8      | 2,5      | 1,4      | 1,2      | 5,9   |
| Umidità relativa media (%)      | 82          | 80          | 79          | 76          | 74          | 72          | 74          | 74          | 76          | 79          | 81          | 83          | 81,7     | 76,3     | 73,3     | 78,7     | 77,5  |

### Dati climatologici 1961-1990
In base alla media trentennale di riferimento (1961-1990) per l'Organizzazione Mondiale della Meteorologia, la temperatura media del mese più freddo, gennaio, si attesta a +11,6 °C; quella del mese più caldo, agosto, è di +25,2 °C. Nel medesimo trentennio, la temperatura minima assoluta ha toccato gli 0,0 °C nel gennaio e febbraio 1962 e nel marzo 1987 (media delle minime assolute annue di +1,9 °C), mentre la massima assoluta ha fatto registrare i +43,0 °C nel giugno 1982 (media delle massime assolute annue di +37,9 °C).
La nuvolosità media annua si attesta a 3,3 okta giornalieri, con minimo di 1,2 okta giornalieri a luglio e massimi di 4,6 okta giornalieri a gennaio e a febbraio.
Le precipitazioni medie annue sono scarse, attorno ai 450 mm, distribuite mediamente in 62 giorni, con marcato minimo estivo e picco autunnale molto contenuto.
L'umidità relativa media annua fa registrare il valore di 77,5% con minimi di 72% a giugno e a luglio e massimi di 82% a novembre, a dicembre e a gennaio.
L'eliofania assoluta media annua si attesta a 7,3 ore giornaliere, con massimo di 11,2 ore giornaliere a luglio e minimo di 4,1 ore giornaliere a dicembre.
La pressione atmosferica media annua normalizzata al livello del mare è di 1015,9 hPa, con massimi di 1017 hPa a gennaio, a settembre, a ottobre, a novembre e a dicembre e minimo di 1014 hPa ad aprile.
Il vento presenta una velocità media annua di 5,5 m/s, con minimi di 4,9 m/s a giugno e ad agosto e massimo di 6 m/s a febbraio.
| Trapani Birgi (1961-1990)                            | Mesi        | Mesi        | Mesi        | Mesi        | Mesi        | Mesi        | Mesi        | Mesi        | Mesi        | Mesi        | Mesi        | Mesi        | Stagioni | Stagioni | Stagioni | Stagioni | Anno    |
| Trapani Birgi (1961-1990)                            | Gen         | Feb         | Mar         | Apr         | Mag         | Giu         | Lug         | Ago         | Set         | Ott         | Nov         | Dic         | Inv      | Pri      | Est      | Aut      | Anno    |
| ---------------------------------------------------- | ----------- | ----------- | ----------- | ----------- | ----------- | ----------- | ----------- | ----------- | ----------- | ----------- | ----------- | ----------- | -------- | -------- | -------- | -------- | ------- |
| T. max. media (°C)                                   | 15,0        | 15,3        | 16,6        | 19,0        | 23,1        | 26,7        | 29,7        | 30,1        | 27,7        | 23,7        | 19,4        | 16,2        | 15,5     | 19,6     | 28,8     | 23,6     | 21,9    |
| T. min. media (°C)                                   | 8,1         | 8,0         | 8,6         | 10,2        | 13,2        | 16,6        | 19,4        | 20,2        | 18,4        | 15,4        | 12,0        | 9,3         | 8,5      | 10,7     | 18,7     | 15,3     | 13,3    |
| T. max. assoluta (°C)                                | 22,6 (1982) | 24,0 (1966) | 29,4 (1981) | 29,4 (1985) | 35,0 (1988) | 43,0 (1982) | 41,6 (1982) | 39,6 (1963) | 40,0 (1988) | 31,6 (1976) | 30,0 (1984) | 25,0 (1961) | 25,0     | 35,0     | 43,0     | 40,0     | 43,0    |
| T. min. assoluta (°C)                                | 0,0 (1962)  | 0,0 (1962)  | 0,0 (1987)  | 2,2 (1977)  | 6,0 (1981)  | 9,4 (1975)  | 13,0 (1970) | 13,6 (1981) | 9,6 (1977)  | 6,8 (1971)  | 4,5 (1962)  | 1,4 (1977)  | 0,0      | 0,0      | 9,4      | 4,5      | 0,0     |
| Nuvolosità (okta al giorno)                          | 4,6         | 4,6         | 4,2         | 3,8         | 3,1         | 2,3         | 1,2         | 1,5         | 2,5         | 3,4         | 3,9         | 4,4         | 4,5      | 3,7      | 1,7      | 3,3      | 3,3     |
| Precipitazioni (mm)                                  | 56,3        | 45,8        | 44,9        | 36,9        | 16,8        | 4,7         | 2,4         | 8,7         | 41,6        | 60,8        | 64,7        | 65,0        | 167,1    | 98,6     | 15,8     | 167,1    | 448,6   |
| Giorni di pioggia                                    | 9           | 8           | 7           | 6           | 3           | 1           | 0           | 1           | 3           | 7           | 7           | 10          | 27       | 16       | 2        | 17       | 62      |
| Umidità relativa media (%)                           | 82          | 81          | 80          | 76          | 74          | 72          | 72          | 74          | 76          | 79          | 82          | 82          | 81,7     | 76,7     | 72,7     | 79       | 77,5    |
| Eliofania assoluta (ore al giorno)                   | 4,3         | 5,0         | 6,1         | 7,3         | 9,1         | 10,2        | 11,2        | 10,3        | 8,5         | 6,8         | 5,3         | 4,1         | 4,5      | 7,5      | 10,6     | 6,9      | 7,3     |
| Radiazione solare globale media (centesimi di MJ/m²) | 800         | 1 107       | 1 599       | 2 083       | 2 532       | 2 802       | 2 826       | 2 540       | 2 005       | 1 412       | 956         | 722         | 2 629    | 6 214    | 8 168    | 4 373    | 21 384  |
| Pressione a 0 metri s.l.m. (hPa)                     | 1 017       | 1 015       | 1 015       | 1 014       | 1 015       | 1 016       | 1 016       | 1 015       | 1 017       | 1 017       | 1 017       | 1 017       | 1 016,3  | 1 014,7  | 1 015,7  | 1 017    | 1 015,9 |
| Vento (direzione-m/s)                                | W 5,9       | SE 6,0      | W 5,9       | W 5,8       | N 5,3       | N 4,9       | N 5,0       | N 4,9       | N 5,0       | SE 5,1      | SE 5,7      | W 5,9       | 5,9      | 5,7      | 4,9      | 5,3      | 5,5     |

## Valori estremi

### Temperature estreme mensili dal 1961 ad oggi
Nella tabella sottostante sono riportate le temperature massime e minime assolute mensili, stagionali ed annuali dal 1961 ad oggi, con il relativo anno in cui si queste si sono registrate. La massima assoluta del periodo esaminato di +44,0 °C risale all'agosto 1999, mentre la minima assoluta di -0,2 °C è del febbraio 2008.
| Trapani Birgi (1961-2025) | Mesi        | Mesi        | Mesi        | Mesi        | Mesi        | Mesi        | Mesi        | Mesi        | Mesi        | Mesi        | Mesi        | Mesi        | Stagioni | Stagioni | Stagioni | Stagioni | Anno |
| Trapani Birgi (1961-2025) | Gen         | Feb         | Mar         | Apr         | Mag         | Giu         | Lug         | Ago         | Set         | Ott         | Nov         | Dic         | Inv      | Pri      | Est      | Aut      | Anno |
| ------------------------- | ----------- | ----------- | ----------- | ----------- | ----------- | ----------- | ----------- | ----------- | ----------- | ----------- | ----------- | ----------- | -------- | -------- | -------- | -------- | ---- |
| T. max. assoluta (°C)     | 22,6 (1982) | 24,0 (1966) | 29,4 (1981) | 33,4 (2016) | 39,4 (2006) | 43,0 (1982) | 42,2 (2025) | 44,0 (1999) | 40,0 (1988) | 33,6 (1999) | 27,5 (1964) | 23,0 (2022) | 24,0     | 39,4     | 44,0     | 40,0     | 44,0 |
| T. min. assoluta (°C)     | 0,0 (1962)  | −0,2 (2008) | 0,0 (1987)  | 1,8 (1995)  | 6,0 (1962)  | 9,4 (1975)  | 13,0 (1970) | 13,6 (1981) | 9,6 (1977)  | 6,8 (1971)  | 2,4 (1995)  | 0,6 (2014)  | −0,2     | 0,0      | 9,4      | 2,4      | −0,2 |